# Makalata macrura
Makalata macrura (довгохвостий деревний щур) — вид гризунів родини щетинцевих, що зустрічається у західній Амазонії, в Бразилії, Перу, Еквадорі.

## Морфологія
Морфометрія. Довжина голови й тіла: 229–233, довжина хвоста: 194–211, довжина задньої лапи: 41–46, довжина вуха: 15–17 мм, вага: 340–405 грам.
Опис. Великий гризун як для тварин родини голчастих щурів. Вуха маленькі. рідко вкриті волоссям. Вібриси товсті, коричневі й довгі, сягаючи плечей. Очі темно-карі. Мордочка червона біля очей і між ними. Спина темно-червоно-коричнева з тонкими й гнучкими щетинками й колючками, тупими чи гострими з великою чи малою кількістю чорнуватого волосся між ними. Задня частина спини виглядає строкатою через те, що численні щетини мають кінчики світло-коричневого кольору. Черевна область має колір від сірого до сірувато-коричневого. Хвіст рівний або трохи коротший, ніж довжина голови й тіла, здавалося б, голий майже по всій довжині, але з дуже рідкісними волосками. Основа хвоста, від 30 до 40 мм густо волохата. Ноги короткі і широкі, зверху з блідим червонуватим або жовтуватим відтінком. Самка має дві пари бічних молочних залоз. 

## Поведінка
Нічний деревний і самітницький вид, що харчується листям, плодами та незрілим насінням. Його рухи повільні і тихі. Протягом дня знаходиться в прихистку в невеликій западині чи порожнині у верхній частині дерев. Віддає перевагу лісам з помірним втручанням людини, як правило, поблизу водойм і в затоплюваних районах. Використовує середній та верхній шари лісу.

## Загрози та охорона
Серйозних загроз для виду немає. Знаходиться на кількох охоронних територіях.